# International Lily Register
International Lily Register publiceras av Royal Horticultural Society som ansvarar för den internationella registreringen av sorter i liljesläktet.